# Kabinett Schröder I
Das Kabinett Schröder I war die erste rot-grüne Bundesregierung der Bundesrepublik Deutschland, die vom 27. Oktober 1998 bis zum 22. Oktober 2002 amtierte. Sie wurde nach der Wahl zum 14. Deutschen Bundestag am 27. September 1998 gebildet und löste das Kabinett Kohl V ab.
Aus der Bundestagswahl gingen die SPD und Bündnis 90/Die Grünen als Sieger hervor. Sie bildeten gemeinsam eine Regierung und beendeten die „Ära Kohl“; das von Bundeskanzler Helmut Kohl (CDU) geführte Bündnis der Unionsparteien (CDU und CSU) mit der FDP musste nach 16 Jahren in der Regierungsverantwortung den Gang in die Opposition antreten.
Am 27. Oktober 1998 wurde Gerhard Schröder gemäß Art. 63 Abs. 1 des Grundgesetzes auf Vorschlag von Bundespräsident Roman Herzog vom Bundestag zum siebten Bundeskanzler der Bundesrepublik Deutschland gewählt. Anschließend ernannte der Bundespräsident auf Vorschlag des Bundeskanzlers die Bundesminister der neuen Regierung. Es war das letzte Kabinett, das am Regierungssitz Bonn ernannt und vereidigt wurde.
Die Amtszeit der Regierung endete formell mit dem Zusammentritt des 15. Deutschen Bundestages am 17. Oktober 2002. Der Bundeskanzler und die Bundesminister blieben geschäftsführend im Amt, bis am 22. Oktober 2002 die zweite rot-grüne Bundesregierung (Kabinett Schröder II) ihre Arbeit aufnahm.

## Abstimmung im Bundestag
| Wahlgang                                                | Kandidat        | Kandidat               | Stimmen    | Stimmenzahl | Anteil | Koalitionspartei(en) | Koalitionspartei(en) | Koalitionspartei(en) |
| ------------------------------------------------------- | --------------- | ---------------------- | ---------- | ----------- | ------ | -------------------- | -------------------- | -------------------- |
| 1. Wahlgang                                             |                 | Gerhard Schröder (SPD) | Ja-Stimmen | 351         | 52,5 % |                      |                      | SPD, Grüne           |
| 1. Wahlgang                                             | Nein-Stimmen    | Gerhard Schröder (SPD) | 287        | 42,9 %      |        |                      |                      | SPD, Grüne           |
| 1. Wahlgang                                             | Enthaltungen    | Gerhard Schröder (SPD) | 27         | 4,1 %       |        |                      |                      | SPD, Grüne           |
| 1. Wahlgang                                             | Ungültig        | Gerhard Schröder (SPD) | 1          | 0,1 %       |        |                      |                      | SPD, Grüne           |
| 1. Wahlgang                                             | nicht abgegeben | Gerhard Schröder (SPD) | 3          | 0,4 %       |        |                      |                      | SPD, Grüne           |
| Damit wurde Gerhard Schröder zum Bundeskanzler gewählt. |                 |                        |            |             |        |                      |                      |                      |

| Wahlgang                                                  | Kandidat        | Kandidat               | Stimmen    | Stimmenzahl | Anteil | Koalitionspartei(en) | Koalitionspartei(en) | Koalitionspartei(en) |
| --------------------------------------------------------- | --------------- | ---------------------- | ---------- | ----------- | ------ | -------------------- | -------------------- | -------------------- |
| Vertrauensfrage                                           |                 | Gerhard Schröder (SPD) | Ja-Stimmen | 336         | 50,5 % |                      |                      | SPD, Grüne           |
| Vertrauensfrage                                           | Nein-Stimmen    | Gerhard Schröder (SPD) | 326        | 48,9 %      |        |                      |                      | SPD, Grüne           |
| Vertrauensfrage                                           | Enthaltungen    | Gerhard Schröder (SPD) | 0          | 0,0 %       |        |                      |                      | SPD, Grüne           |
| Vertrauensfrage                                           | Ungültig        | Gerhard Schröder (SPD) | 0          | 0,0 %       |        |                      |                      | SPD, Grüne           |
| Vertrauensfrage                                           | nicht abgegeben | Gerhard Schröder (SPD) | 4          | 0,6 %       |        |                      |                      | SPD, Grüne           |
| Damit wurde Gerhard Schröder das Vertrauen ausgesprochen. |                 |                        |            |             |        |                      |                      |                      |

## Kabinett
| Amt oder Ressort                                                                                            | Bild                                                                                          | Name                                              | Partei | Partei | Parlamentarische Staatssekretäre bzw. Staatsminister | Partei | Partei |
| --- | --------------------------------------------------------------------------------------------- | ------------------------------------------------- | ------ | --- | --- | ------ | ------ |
| Bundeskanzler                                                                                               |                                                                                               | Gerhard Schröder (* 1944)                         |        | SPD | Michael Naumann (3. März 1999 bis 31. Dezember 2000) Julian Nida-Rümelin (ab 10. Januar 2001) Staatsminister und Beauftragter der Bundesregierung für Kultur und Medien |        | SPD    |
| Bundeskanzler                                                                                               | Rolf Schwanitz Staatsminister und Beauftragter der Bundesregierung für die neuen Bundesländer | Gerhard Schröder (* 1944)                         |        | SPD | |        | SPD    |
| Bundeskanzler                                                                                               | Hans Martin Bury Staatsminister beim Bundeskanzler (ab 1. August 1999)                        | Gerhard Schröder (* 1944)                         |        | SPD | |        | SPD    |
| Stellvertreter des Bundeskanzlers Auswärtiges                                                               |                                                                                               | Joschka Fischer (* 1948)                          |        | Grüne | Günter Verheugen bis 16. September 1999 Christoph Zöpel ab 17. September 1999                                                                                           | SPD    |        |
| Stellvertreter des Bundeskanzlers Auswärtiges                                                               | Ludger Volmer                                                                                 | Joschka Fischer (* 1948)                          |        | Grüne | Grüne |        |        |
| Inneres |                                                                                               | Otto Schily (* 1932)                              |        | SPD | Fritz Rudolf Körper Cornelie Sonntag-Wolgast |        | SPD    |
| Justiz |                                                                                               | Herta Däubler-Gmelin (* 1943)                     | SPD    | Eckhart Pick | SPD |        |        |
| Finanzen |                                                                                               | Oskar Lafontaine (* 1943) bis 18. März 1999       | SPD    | Karl Diller Barbara Hendricks | SPD |        |        |
| Finanzen | Hans Eichel (* 1941) ab 12. April 1999                                                        |                                                   | SPD    | Karl Diller Barbara Hendricks | SPD |        |        |
| Wirtschaft und Technologie                                                                                  |                                                                                               | Werner Müller (1946–2019)                         |        | parteilos (SPD-Vorschlag) | Siegmar Mosdorf bis 1. März 2002 Ditmar Staffelt ab 1. März 2002 | SPD    |        |
| Wirtschaft und Technologie                                                                                  | Margareta Wolf ab 15. Januar 2001                                                             | Werner Müller (1946–2019)                         |        | parteilos (SPD-Vorschlag) | Grüne |        |        |
| Ernährung, Landwirtschaft und Forsten seit 22. Januar 2001: Verbraucherschutz, Ernährung und Landwirtschaft |                                                                                               | Karl-Heinz Funke (* 1946) bis 12. Januar 2001     |        | SPD | Gerald Thalheim bis 12. Januar 2001 |        | SPD    |
| Ernährung, Landwirtschaft und Forsten seit 22. Januar 2001: Verbraucherschutz, Ernährung und Landwirtschaft |                                                                                               | Renate Künast (* 1955) ab 12. Januar 2001         |        | Grüne | Matthias Berninger ab 23. Januar 2001 |        | Grüne  |
| Arbeit und Sozialordnung                                                                                    |                                                                                               | Walter Riester (* 1943)                           |        | SPD | Gerd Andres Ulrike Mascher |        | SPD    |
| Verteidigung                                                                                                |                                                                                               | Rudolf Scharping (* 1947) bis 19. Juli 2002       | SPD    | Walter Kolbow Brigitte Schulte | SPD |        |        |
| Verteidigung                                                                                                | Peter Struck (1943–2012) ab 19. Juli 2002                                                     |                                                   | SPD    | Walter Kolbow Brigitte Schulte | SPD |        |        |
| Familie, Senioren, Frauen und Jugend                                                                        |                                                                                               | Christine Bergmann (* 1939)                       | SPD    | Edith Niehuis | SPD |        |        |
| Gesundheit                                                                                                  |                                                                                               | Andrea Fischer (* 1960) bis 12. Januar 2001       |        | Grüne | Christa Nickels bis 12. Januar 2001 |        | Grüne  |
| Gesundheit                                                                                                  |                                                                                               | Ulla Schmidt (* 1949) ab 12. Januar 2001          |        | SPD | Gudrun Schaich-Walch ab 12. Januar 2001 |        | SPD    |
| Verkehr, Bau- und Wohnungswesen                                                                             |                                                                                               | Franz Müntefering (* 1940) bis 17. September 1999 | SPD    | Achim Großmann Lothar Ibrügger bis 20. März 2000 Kurt Bodewig 20. März 2000 bis 20. November 2000 Siegfried Scheffler bis 27. November 2000 | SPD |        |        |
| Verkehr, Bau- und Wohnungswesen                                                                             | Reinhard Klimmt (* 1942) 29. September 1999 bis 20. November 2000                             |                                                   | SPD    | Achim Großmann Lothar Ibrügger bis 20. März 2000 Kurt Bodewig 20. März 2000 bis 20. November 2000 Siegfried Scheffler bis 27. November 2000 | SPD |        |        |
| Verkehr, Bau- und Wohnungswesen                                                                             |                                                                                               | Kurt Bodewig (* 1955) ab 20. November 2000        | SPD    | Achim Großmann Angelika Mertens ab 28. November 2000 Stephan Hilsberg ab 28. November 2000                                                  | SPD |        |        |
| Umwelt, Naturschutz und Reaktorsicherheit                                                                   |                                                                                               | Jürgen Trittin (* 1954)                           |        | Grüne | Gila Altmann Simone Probst |        | Grüne  |
| Bildung und Forschung                                                                                       |                                                                                               | Edelgard Bulmahn (* 1951)                         |        | SPD | Wolf-Michael Catenhusen |        | SPD    |
| Wirtschaftliche Zusammenarbeit und Entwicklung                                                              |                                                                                               | Heidemarie Wieczorek-Zeul (* 1942)                | SPD    | Uschi Eid | | Grüne  |        |
| Besondere Aufgaben Chef des Bundeskanzleramtes                                                              |                                                                                               | Bodo Hombach (* 1952) bis 31. Juli 1999           | SPD    | | |        |        |

## Veränderungen
Nach Differenzen über die Wirtschafts- und Finanzpolitik, die in der Kabinettssitzung am 10. März 1999 in einer Rücktrittsdrohung von Bundeskanzler Schröder gipfelten, erklärte Bundesfinanzminister Oskar Lafontaine am 11. März 1999 seinen Rücktritt. Zugleich legte er auch sein Bundestagsmandat und den Bundesvorsitz der SPD nieder. Sein Nachfolger im Amt des Bundesfinanzministers wurde am 12. April 1999 Hans Eichel, der nach der verlorenen Landtagswahl vom 7. Februar 1999 das Amt des Hessischen Ministerpräsidenten am 7. April 1999 an seinen Kontrahenten Roland Koch (CDU) abgeben musste.
Der Chef des Bundeskanzleramtes, Bundesminister Bodo Hombach, schied am 31. Juli 1999 aus der Bundesregierung aus und übernahm stattdessen das Amt des EU-Sonderkoordinators für den Stabilitätspakt in Südosteuropa. Sein Nachfolger als Chef des Bundeskanzleramtes wurde der bisherige Staatssekretär im Bundeskanzleramt und Beauftragter für die Nachrichtendienste, Frank-Walter Steinmeier. Er wurde jedoch nicht zum Bundesminister ernannt, sondern blieb Staatssekretär. Am 1. August 1999 wurde außerdem der wirtschaftspolitische Sprecher der SPD-Bundestagsfraktion, Hans Martin Bury, als zusätzlicher Staatsminister beim Bundeskanzler berufen.
Nachdem eine hierfür erforderliche Änderung des Gesetzes über die Rechtsstellung der Parlamentarischen Staatssekretäre wirksam geworden war, konnte am 3. September 1999 der Beauftragte der Bundesregierung für Kultur und Medien, Michael Naumann, zum Staatsminister beim Bundeskanzler ernannt werden.
Der Staatsminister im Auswärtigen Amt, Günter Verheugen, wurde am 13. September 1999 zum EU-Kommissar für Erweiterung berufen. Sein Nachfolger als Staatsminister wurde am 17. September 1999 der außenpolitische Sprecher der SPD-Bundestagsfraktion, Christoph Zöpel.
Nach dem Rücktritt des noch von Ex-Parteichef Oskar Lafontaine benannten SPD-Bundesgeschäftsführers Ottmar Schreiner am 6. September 1999 übernahm der schon als Generalsekretär designierte Franz Müntefering kommissarisch das Amt des Bundesgeschäftsführers und schied am 17. September 1999 aus dem Amt des Bundesverkehrsministers aus. Auf dem SPD-Bundesparteitag am 7. Dezember 1999 wurde er zum ersten Generalsekretär der SPD gewählt. Münteferings Nachfolger als Bundesminister für Verkehr, Bau- und Wohnungswesen wurde der bisherige Ministerpräsident des Saarlandes, Reinhard Klimmt (SPD), der bei der Landtagswahl am 5. September 1999 seinem Herausforderer Peter Müller (CDU) knapp unterlegen war.
Am 20. März 2000 wurde Kurt Bodewig als Nachfolger von Lothar Ibrügger zum Parlamentarischen Staatssekretär beim Bundesminister für Verkehr, Bau- und Wohnungswesen ernannt, nachdem Ibrügger den stellvertretenden Vorsitz des Ausschusses für Wissenschaft und Technologie der Parlamentarischen Versammlung der NATO übernommen hatte.
Reinhard Klimmt trat am 15. November 2000 als Bundesminister zurück, da gegen ihn als ehemaligem Präsidenten des 1. FC Saarbrücken ein Strafbefehl wegen Beihilfe zur Untreue ergangen war, gegen den er keinen Einspruch einlegte. Zu seinem Nachfolger wurde am 20. November 2000 der bisherige Parlamentarische Staatssekretär beim Bundesminister für Verkehr, Bau- und Wohnungswesen, Kurt Bodewig, ernannt. Nachfolger von Bodewig und dem ebenfalls ausscheidenden Parlamentarischen Staatssekretär Siegfried Scheffler wurden Angelika Mertens und Stephan Hilsberg.
Ende November 2000 wurden in Deutschland erstmals Fälle der Rinderseuche BSE bekannt. In der folgenden „BSE-Krise“ wurden der Bundesgesundheitsministerin Andrea Fischer und auch dem Bundesminister für Ernährung, Landwirtschaft und Forsten, Karl-Heinz Funke, vermehrt Versäumnisse vorgeworfen. Beide traten am 9. Januar 2001 zurück. Bei der folgenden Kabinettsumbildung ging das Landwirtschaftsministerium unter dem neuen Namen Bundesministerium für Verbraucherschutz, Ernährung und Landwirtschaft an Bündnis 90/Die Grünen und das Bundesgesundheitsministerium an die SPD. Neue Bundesministerin für Gesundheit wurde am 12. Januar 2001 Ulla Schmidt. Am selben Tag wurde Renate Künast, bis dahin eine der Bundesvorsitzenden der Grünen,  zur Bundesministerin für Verbraucherschutz, Ernährung und Landwirtschaft ernannt.
Ebenfalls am 12. Januar 2001 wurden auch Margareta Wolf als zusätzliche Parlamentarische Staatssekretärin beim Bundesminister für Wirtschaft und Technologie und der hochschulpolitische Sprecher der Bundestagsfraktion Bündnis 90/Die Grünen, Matthias Berninger, als zusätzlicher Parlamentarischer Staatssekretär bei der Bundesministerin für Verbraucherschutz, Ernährung und Landwirtschaft berufen.  Die bisherige Parlamentarische Staatssekretärin bei der Bundesministerin für Gesundheit und Drogenbeauftragte der Bundesregierung, Christa Nickels, schied am 12. Januar 2001 aus dem Amt; die gesundheitspolitische Sprecherin der SPD-Bundestagsfraktion, Gudrun Schaich-Walch, folgte ihr.
Da Kulturstaatsminister Michael Naumann zum Jahresende 2000 als Herausgeber zur Wochenzeitung Die Zeit gewechselt war, wurde an seiner Stelle am 10. Januar 2001 der bisherige Kulturreferent der Stadt München, Julian Nida-Rümelin, zum Staatsminister beim Bundeskanzler und Beauftragten der Bundesregierung für Kultur und Medien ernannt.
Der Parlamentarische Staatssekretär beim Bundesminister für Wirtschaft und Technologie, Siegmar Mosdorf, schied am 1. März 2002 aus dem Amt und wechselte in den Vorstand einer Unternehmensberatung. Sein Nachfolger wurde der wirtschaftspolitische Sprecher der SPD-Bundestagsfraktion, Ditmar Staffelt.
Insbesondere seit September 2001 geriet Bundesverteidigungsminister Rudolf Scharping mehrfach in die Kritik. Anlass für seine Entlassung am 19. Juli 2002 waren Vorwürfe im Zusammenhang mit hohen Geldbeträgen, die er von der Agentur des PR-Beraters Moritz Hunzinger erhalten hatte. Zum neuen Bundesminister der Verteidigung wurde der bisherige Vorsitzende der SPD-Bundestagsfraktion, Peter Struck (1943–2012), ernannt.

## Fußnote
1. ↑  Weder Parlamentarische Staatssekretäre noch Staatsminister sind nach Art. 62 GG Teil der Bundesregierung.